# 현정건
현정건(한국 한자: 玄鼎健, 1887년 6월 29일 ~ 1932년 12월 30일)은 한국의 독립운동가ㆍ교육자이다. 본관은 연주. 독립운동가로서의 다른 이름(아호)은 읍민(揖民)이며, 소설가 현진건(玄鎭健)의 형으로 현진건의 반일사상에 많은 영향을 끼친 것으로 알려져 있다.  대한제국 근대화 및 중립외교의 주역이었고 임시정부 평정관(評定官)을 지낸 고종의 최측근이자 독립운동가였던 현상건(玄尙健, 1875년-1926년)은 그의 재종형이다. 혼인을 통해 박종화(朴鍾和) 가문, 윤치호(尹致昊), 윤치영(尹致暎), 윤보선(尹潽善) 가문과도 겹사돈관계가 된다. 

## 약력
조선 고종(高宗) 24년(1887년)에 대구(大邱)에서 현경운(玄炅運)의 셋째 아들로 태어났다. 일찍 독립운동에 투신하여 1910년에 중국으로 유학, 상하이에서 수립된 대한민국임시정부(大韓民國臨時政府)의 임시의정원(臨時議政院)에서 이규홍(李奎洪) 등과 함께 1919년 9월 17일 경상도 의원으로 보선되었다. 1920년에 상하이 주재 고려공산당(高麗共産黨)에 입당하였고 1922년 10월 20일에 열린 베르프네우딘스크(Verkhneudinsk) 회의에 윤자영(尹滋英) 등과 함께 고려공산당 상하이파의 일원으로서 참가하였다. 1923년 1월에 상하이에서 소집된 국민대표회의(國民代表會議)에서는 윤해(尹海)ㆍ신숙(申肅) 등과 더불어 창조파(創造派)에 속하여 왕삼덕(王三德) 등과 참여하였고 2월 5일에 여운형(呂運亨)과 더불어 외교분과위원으로 지명되었으나, 창조파가 임시정부를 부정하며 조선공화국(朝鮮共和國) 건국을 결정하고 임시헌법과 국호 등을 제정하자 뜻을 바꾸어 "임시정부는 3ㆍ1운동의 결정인데 출석원(員)의 2/3나 되는 개조안을 무시하고 사신 5인이 퇴석 통고를 하고 불착한 대로 국호를 조선공화국로 정하여 새 국가를 만든 것을 성토한다"는 성명을 발표하였다. 7월에는 여운형이 조직한 한국독립촉진회에도 가담하는 등, 사회주의 계열의 독립운동가로서 대한민국 임시정부 계파간의 이견 조정에 힘쓰는 등 민족 우선의 독립운동을 위해 활동하였다. 8월에 조선의 관서(평안도) 지방에서 일어난 대홍수로 이재민이 발생했을 때는 상하이에 거주하던 조선인들의 상하이교민단(上海僑民團)이 내지동포수재구제회(內地同胞水災求濟會)를 조직해 9월 26일에 수재의연금 110원을 동아일보사에 전달하기도 했는데 여기에 현정건의 이름이 실려 있다.
1924년 6월, 현정건은 독립운동을 위해 상하이로 망명해 오는 조선인 학생들의 중국 사회 적응과 그들의 상급학교 진학을 돕기 위한 김규식(金奎植)의 제안을 받아들여, 상하이에서 1917년 여운형이 세웠던 인성학교(仁成學校) 내에 개설된 조선인 학생을 위한 예비교(豫備校, 예비강습소)에서 김규식, 여운형 등과 함께 영어 과목을 맡아 가르쳤고, 그 뒤 상하이 고등보통학교(上海高等普通學校)로 개편된 뒤에도 여운형, 김종상(金鍾商) 등과 함께 전임교사로서 교수생활을 하였다. 9월에는 상하이교민단에서는 실시한 의사원(議事員) 총선거에서 당선되기도 했다. 11월에는 상하이에서 윤자영이 조직한 청년동맹회(靑年同盟會, 상하이한인청년동맹)에 가입, 집행위원이 되었고 『횃불』, 『새길』 등의 잡지를 발간하였다.
이때 청년동맹회의 선언 문제로 의열단(義烈團)에서 시비를 걸어와 의열단측에서 윤자영을 구타하는 등 청년동맹회와 의열단과의 마찰이 있었는데, 의열단에서 먼저 자신들의 출판물 가운데 청년동맹회를 공격하는 글을 취소하고 청년동맹회에서도 성명서를 수정 발표하였고, 이때 청년동맹회 위원이던 윤자영ㆍ현정건 두 사람도 청년동맹회를 핑계로 일본공산당으로부터 자금 지원을 받아 사사로이 쓴다는 의혹이 제기되어 일시직권정지 처분을 받기도 했으나 사실무근으로 판명되면서 이틀만에 복권되고 두 단체간의 시비도 일단락되었다고 한다.
1925년 5월 9일에는 상하이에 있던 조소앙(趙素昻)ㆍ여운형ㆍ윤자영ㆍ김상덕(金尙德)ㆍ최창식(崔昌植)ㆍ김규면(金圭冕)ㆍ손두환(孫斗煥) 등 약 30명의 조선인 동지와 함께 서문 밖 체육장에서 배일(排日) 중국인 단체의 집합에 참가하였고 이곳에서 "중국과 한국이 합동하여 일본에 맞서야 한다"는 취지의 『상하이주간(上海週刊)』5월 9일자 특별호에 실린 사설을 인쇄하여 배포하였다. 9월 8일에는 상하이교민단의 의사원(議事員)으로 선출되어 활동하였다.
1926년 10월 10일에 중국사정연구회(中國事情硏究會)를 조직하여 집행위원이 되었으며, 11월에 상하이에서 의열단 창립 9주년을 맞아 재중 조선인들에게 격문을 발표하며 성대한 기념식을 가졌다. 1927년 4월 10일 홍진(洪鎭)ㆍ홍남규(洪南杓) 두 사람의 명의로 발표된 전민족적독립당결성선언문(全民族的獨立黨結成宣言文)에 따라 11일에 삼일당에서 약 40명이 모여 한국독립당관내촉성회연합회(韓國獨立黨關內促成會聯合會) 창립총회를 열고,
- 한국유일당 조직을 촉성하는 것
- 한국 민족의 독립적 역량을 집중하는 일에 노력하는 것

등의 강령 및 명칭, 위원 기타를 결정하고 조직을 끝냈는데 이때의 집행위원으로 이동녕ㆍ조소앙 등과 함께 현정건이 포함되어 있었다. 11월에 다시 상하이에서 한국독립당 관내촉성회연합회(韓國獨立黨關內促成會聯合會)를 조직할 때 집행위원에 선출되었다.
민족독립운동의 구심점을 하나로 집결시키려 애썼으나 1928년 봄에 상하이의 프랑스 조계 패륵로(貝勒路) 항경리(恒慶里)에서 상하이 주재 일본 총영사관 경찰에 체포되어 조선으로 압송, 11월 9일에 신의주지방법원에서 변동화(邊東華)ㆍ황의춘(黃義春) 등과 함께 공판이 열렸다. 이때 변호를 맡은 것은 최창조(崔昌朝)ㆍ이희적(李熙迪)ㆍ탁창하(卓昌河) 등 신의주 변호사 세 명과 손홍팔(孫洪八)ㆍ현석건(玄奭健) 등 진주 변호사 두 사람이었다. 현정건은 자신은 회합에 참여한 적도 없고 관련도 없다고 완강히 부인했으나, 12월 12일에 신의주 지방법원은 치안유지법 제령(制令) 제7호 위반 등의 혐의로 징역 3년을 언도하였다. 이에 불복하였으나 1929년 1월 19일에 평양으로 압송, 6월 10일에 열린 민사 제1호 법정 복심에서 원심의 형이 확정되어 옥고를 치렀다. 1932년 6월 10일에 만기출옥하였으나, 옥살이의 후유증으로 얻은 복막염으로 12월 30일 의전병원에서 향년 45세로 사망하였다.
「동아일보」 1933년 1월 1일 기사에는 1월 3일 오후 1시에 현정건의 발인이 이루어질 것이고 영결식이 가회동 177번지의 자택에서, 묘소는 동소문 밖의 미아리에 마련되었다고 적고 있다. 현정건의 부인 윤덕경(尹德卿)은 남편이 죽은 뒤 이레, 달포 동안 식음을 전폐하다가 조금 밝은 모습을 보이는 듯 싶더니, 끝내 2월 10일에 "(남편이 없이) 아무래도 살 수가 없다", "죽은 몸이라도 형님(현정건)과 한 자리에서 썩고 싶으니 (남편 옆에) 같이 묻어달라"는 요지의 유서를 시동생 현진건에게 남기고 현정건의 영전 앞에서 음독자살하였다. 남편이 죽은지 41일만의 일이었다. 다른 자식은 없었다.

## 사후
1992년 대한민국 건국훈장 독립장이 추서되었다.

## 가족 관계
「운수 좋은 날」, 「술 권하는 사회」 등의 작품을 남긴 소설가 현진건의 형으로 가장 많이 알려져 있다. 부인 윤덕경과의 사이에서 자식은 없었고, 함께 독립운동을 하던 동지이자 연인으로 계옥(桂玉, 현규옥)이 있었다.
1922년 동생 현진건이 홍사용 · 박종화 등의 문인들과 함께 동인으로 참여한 문예지 《백조》 창간호에 이광수의 악부(樂府)가 실려 있는 것을 보고, 현진건에게 비밀 편지를 보내 "한국의 꽃봉오리 같은 젊은 청년들이 발표하는 깨끗한 《백조》지에, '귀순장'을 쓰고 항복해 들어간 이광수가 동인이 되었다 하니 놀랍기 그지없는 일이다. 빨리 동인에서 제거하라"며 항의했고, 결국 《백조》 동인에서 이광수는 빠지게 되었다.

## 윤치호, 윤보선 가문과의 인척관계
현정건의 집안은 윤치호, 윤치영, 윤보선 가문과 겹사돈 관계였다. 현정건은 윤치호, 윤치영의 7촌 조카딸이 되는 윤덕경(尹德卿)과 결혼하였다.
현정건의 숙부인 현영운과 배정자의 둘째딸은 현송자로, 현송자는 윤치호의 사촌이자 윤치영의 형인 윤치오의 후처가 되었다. 윤치오는 윤보선의 큰아버지가 된다.

## 참조자료
- 「박종화의 삶과 문학」 윤병로 저, 1998년, 성균관대학교출판부
- 「혁명가들의 항일 회상」 김학준 저, 2005년, 민음사

### 설명
1. ↑  이동휘의 상하이 고려공산당과 김철훈ㆍ안병찬의 이르쿠츠크 고려공산당의 경쟁을 완화하고 두 세력을 합치기 위해 코민테른에서 그들에게 베르프네우딘스크에서 연합대회를 갖도록 하였다. 여기에는 한인 공산주의 운동 계열의 주요 지도자들이 모두 참석하였는데, 국내에서는 정재달, 조봉암 등도 여기에 참석했던 것으로 알려져 있다. 하지만 이 대회는 대표의 자격 문제가 제기되면서 파탄나고 이르쿠츠크파 고려공산당은 철수, 코민테른 당국이 각파 지도자를 모스크바로 불러 조정하려 했으나 이마저 실패하자 결국 코민테른은 양파 모두 해산하고 단일당을 조선 안에 세울 것을 지시함으로써 상하이파도 이르쿠츠크파도 없어지게 된다. 김학준 저 「혁명가들의 항일 회상」 2005, 민음사.
2. ↑  현정건의 친형이다.
3. ↑  현진건의 딸인 현화수 여사는 셋째 아버지(현정건)가 돌아가시고 (셋째 어머니가) 앓아 누웠는데, 이부자리를 걷으면 검정 덩어리 같은 게 나왔어요. 그게 아편이었어요. 그래서 치워 버렸는데 또 구해서 그거 잡수시고 돌아가셨다고 해요."라고 월간조선 인터뷰에서 증언하였다(“문인의 遺産, 가족 이야기 ① 현진건의 딸이자 박종화의 며느리 玄和壽”. 《월간조선》 (월간조선). 2014년 12월. 이름 목록에서 |이름1=이(가) 있지만 |성1=이(가) 없음 (도움말)).

## 같이 보기
- 현진건
- 임시의정원
- 국민대표회의
- 고려공산당
- 윤치호
- 윤치영
- 윤치오
- 윤보선
- 현영운
- 배정자
- 이상화